# George Scholes
George Francis Scholes (* 24. November 1928 in Toronto, Ontario; † 18. November 2004 in Mississauga, Ontario) war ein kanadischer Eishockeyspieler.

## Karriere
George Scholes begann seine Karriere als Eishockeyspieler bei den St. Michael’s Buzzers, für die er von 1943 bis 1946 aktiv war. Die folgenden beiden Jahre verbrachte er bei den Oshawa Generals in der Junior Ontario Hockey Association. Von 1948 bis 1951 spielte er für die Quebec Aces aus der Quebec Senior Hockey League, ehe er von 1951 bis 1953 für die Moncton Hawks aus der Maritime Major Hockey League auflief. Anschließend wechselte er zu den Kitchener-Waterloo Dutchmen, mit denen er 1955 den Allan Cup, den kanadischen Amateurmeistertitel gewann. Mit den Dutchmen repräsentierte er zudem Kanada bei den Olympischen Winterspielen 1956. Nachdem er auch die Saison 1957/58 bei den Kitchener-Waterloo Dutchmen verbracht hatte, spielte er ein Jahr lang für die Windsor Bulldogs, ehe er seine Karriere im Alter von 30 Jahren beendete.

### International
Für Kanada nahm Scholes an den Olympischen Winterspielen 1956 in Cortina d’Ampezzo teil, bei denen er mit seiner Mannschaft die Bronzemedaille gewann.

## Erfolge und Auszeichnungen
- 1955 Allan-Cup-Gewinn mit den Kitchener-Waterloo Dutchmen

### International
- 1956 Bronzemedaille bei den Olympischen Winterspielen